# Blaulach
Die Blaulach ist ein etwa 5,7 km langer, südlicher und rechter Zufluss des Neckars im baden-württembergischen Landkreis Tübingen.

## Geographie

### Verlauf

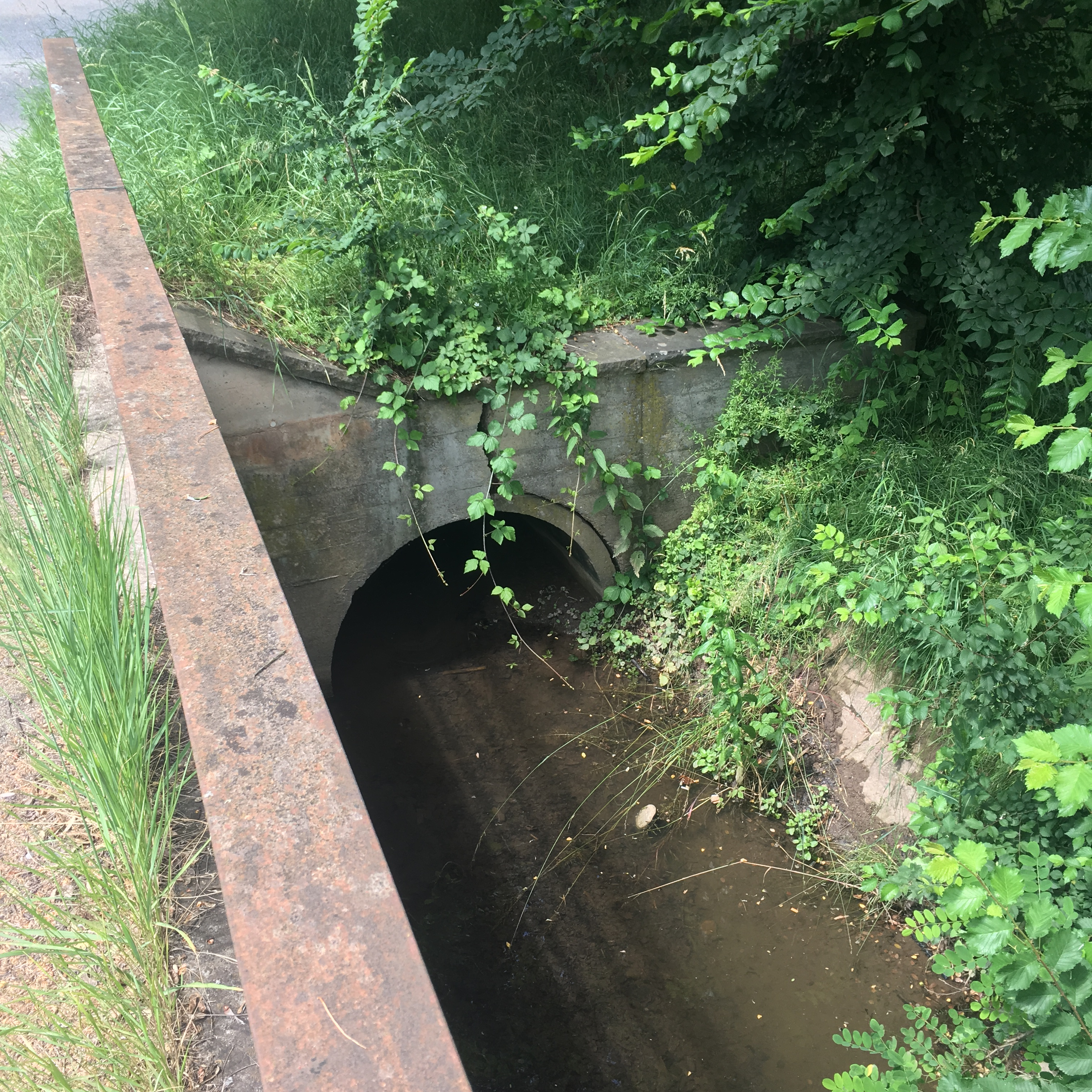
Blaulach im Bereich des Tübinger Schützenhauses

Die Blaulach entspringt nördlich von Kusterdingen-Wankheim im Elzenwäldle auf einer Höhe von ca. 420 m ü. NHN. Von dort an fließt sie, anfangs noch Wankheimer Talbach genannt, in Richtung Nordwesten durch den Weiherhau und das Wankheimer Täle nach Tübingen. Am Stadtrand wendet sie sich nach Norden. Sie durchläuft, teilweise verdolt, das Wohngebiet Französisches Viertel, unterquert die Bundesstraße 28 und fließt anschließend in nordöstlicher Richtung weiter, etwa parallel zur Bundesstraße 27 am Rand des Waldgebietes Großholz entlang.
Im Bereich des Gewerbegebiets Vor dem Großholz schlägt sie einen Linksbogen um die dortigen Gewerbeflächen. Etwas weiter bachabwärts folgt sie weiter dem rechten Rand der Neckartalebene nunmehr in Richtung Osten. Sie durchfließt das Naturschutzgebiet Blaulach und unterquert die Eisenbahnlinie Tübingen-Reutlingen. Auf diesem Abschnitt war sie einst ein Arm des Neckars, der bei dessen Begradigung abgeschnitten wurde. Gleich nach dem Naturschutzgebiet wird die Blaulach unterirdisch verdolt unter den meist Talwiesen der Rosenau in spitzem Winkel bis zum begradigten Neckar weitergeführt.
Der Bach mündet nahe der Gemeindegrenze zu Kirchentellinsfurt auf einer Höhe von 304 m ü. NHN von rechts und Südwesten in den Neckar.
Der 7,5 km lange Lauf der Blaulach endet 116 Höhenmeter unterhalb seiner Quelle, er hat somit ein mittleres Sohlgefälle von etwa 15 ‰.

### Einzugsgebiet
Das Einzugsgebiet ist rund 8,2 km² groß und liegt an der Grenze der Naturräume Schönbuch und Glemswald und Mittleres Albvorland. Sein mit 453 m ü. NHN höchster Punkt liegt im Süden, westlich des Wankheimer Wohngebiets Aspenhau. Es grenzt im Osten an das Einzugsgebiet der Ramslach, im Süden an die Einzugsgebiete von Heckbach und Steinlach und im Norden an das Einzugsgebiet des Neckars selbst.

### Zuflüsse
Liste der Zuflüsse von der Quelle zur Mündung.
- (Waldbach aus dem Weiherhau) von links und Süden
- Ramslache, von links und Westen
- (Waldbach vom Landkutschers Kapf) von rechts und Süden
- Äschach, von rechts und Südosten
- (Zwei Bäche aus dem Großholz) von rechts und Osten
- Wendackerklinge von rechts und Südosten
- (Drei weitere Bäche aus dem Großholz bzw. vom Rotsteigle) von rechts
- (Bach aus dem Banholz) von rechts und Süden

## Naturschutz
Die Blaulach fließt streckenweise durch das Landschaftsschutzgebiet Mittleres Neckartal und das Naturschutzgebiet Blaulach, das gleichzeitig Teil des FFH-Gebiets Schönbuch ist.

### LUBW
Amtliche Online-Gewässerkarte mit passendem Ausschnitt und den hier benutzten Layern: Lauf und Einzugsgebiet der Blaulach

Allgemeiner Einstieg ohne Voreinstellungen und Layer: Daten- und Kartendienst der Landesanstalt für Umwelt Baden-Württemberg (LUBW) (Hinweise)
1. 1 2 3  Höhe ermittelt über WPS-Prozess (Geländehöhe).
2. ↑  Länge nach dem Layer Gewässernetz (AWGN), ergänzt um den verdolten Unterlauf, der auf dem Hintergrundlayer Liegenschaft und Gewässer abgemessen wurde.
3. ↑  Einzugsgebiet nach dem Layer Basiseinzugsgebiet (AWGN).

### Andere Belege
1. ↑  Friedrich Huttenlocher, Hansjörg Dongus: Geographische Landesaufnahme: Die naturräumlichen Einheiten auf Blatt 170 Stuttgart. Bundesanstalt für Landeskunde, Bad Godesberg 1949, überarbeitet 1967. → Online-Karte (PDF; 4,0 MB)